# Serie A1 2001-2002 (pallacanestro femminile)
Il campionato di pallacanestro femminile 2001-2002 è stato il settantunesimo organizzato in Italia.
La Pool Comense ha vinto il suo quattordicesimo titolo battendo Schio per 3-1.

## Stagione

### Novità
Nella stagione precedente Bk. Laghi Varese e P.C.R. Messina sono retrocesse in Serie A2. Il loro posto è stato preso dalle promosse Taranto Cras,  all'esordio nella massima serie, e dalla Reyer Venezia.

#### Aggiornamenti
L'Happidea Albino rinuncia all'iscrizione al campionato ed è sostituita dalla Risto 3 Rovereto.

### Formula
Le quattordici squadre di Serie A1 si affrontano in partite di andata e ritorno. Le prime otto classificate si giocano lo scudetto ai play-off; l'ultima retrocede in Serie A2 e le classificate tra il decimo e il tredicesimo posto si giocano l'ultima retrocessione ai play-out.

## Stagione regolare

### Classifica
|  | Pos. | Squadra                  | Pt | G  | V  | P  | PtF  | PtS  |
|  | ---- | ------------------------ | -- | -- | -- | -- | ---- | ---- |
|  | 1.   | Pool Comense             | 48 | 26 | 24 | 2  | 2072 | 1580 |
|  | 2.   | Meverin Parma            | 44 | 26 | 22 | 4  | 1928 | 1593 |
|  | 3.   | Famila Schio             | 42 | 26 | 21 | 5  | 2009 | 1646 |
|  | 4.   | Copra Alessandria        | 36 | 26 | 18 | 8  | 1726 | 1490 |
|  | 5.   | Global Taranto           | 32 | 26 | 16 | 10 | 1909 | 1745 |
|  | 6.   | Cus Chieti               | 28 | 26 | 14 | 12 | 1938 | 1901 |
|  | 7.   | Trogylos Priolo          | 24 | 26 | 12 | 14 | 1784 | 1768 |
|  | 8.   | Penta Faenza             | 24 | 26 | 12 | 14 | 1856 | 1837 |
|  | 9.   | Termomeccanica La Spezia | 24 | 26 | 12 | 14 | 1749 | 1763 |
|  | 10.  | Risto 3 Rovereto         | 20 | 26 | 10 | 16 | 1863 | 1874 |
|  | 11.  | Rescifina Messina        | 20 | 26 | 10 | 16 | 1774 | 1811 |
|  | 12.  | Garzanti Treviglio       | 12 | 26 | 6  | 20 | 1724 | 1781 |
|  | 13.  | Osra Venezia             | 8  | 26 | 4  | 22 | 1692 | 1950 |
|  | 14.  | Libertas Termini Imerese | 2  | 26 | 1  | 25 | 1415 | 2700 |

Legenda:
      Campionessa d'Italia.
      Ammesse ai play-off scudetto.
      Ammesse ai play-out.
  Ammesse ai play-off o ai play-out.
      Retrocessa in Serie A2 2002-2003.
Regolamento:
Due punti a vittoria, zero a sconfitta.
In caso di parità di punteggio, contano gli scontri diretti e la classifica avulsa.

## Fasi finali

### Play-off
|  | Quarti di finale | Quarti di finale  | Quarti di finale  | Quarti di finale | Quarti di finale |  |  | Semifinali     | Semifinali     | Semifinali   | Semifinali   | Semifinali   |    |    | Finale       | Finale       | Finale       | Finale | Finale | Finale | Finale |  |
|  |                  |                   |                   |                  |                  |  |  |                |                |              |              |              |    |    |              |              |              |        |        |        |        |  |
|  | 1                | Pool Comense      | Pool Comense      | 90               | 79               |  |  |                |                |              |              |              |    |    |              |              |              |        |        |        |        |  |
|  | 8                | Penta Faenza      | Penta Faenza      | 50               | 56               |  |  | Pool Comense   | Pool Comense   | 84           | 53           | 69           |    |    |              |              |              |        |        |        |        |  |
|  | 4                | Copra Alessandria | Copra Alessandria | 58               | 61               |  |  | Global Taranto | Global Taranto | 73           | 71           | 53           |    |    |              |              |              |        |        |        |        |  |
|  | 5                | Global Taranto    | Global Taranto    | 65               | 67               |  |  |                |                |              |              |              |    |    | Pool Comense | Pool Comense | Pool Comense | 78     | 68     | 80     | 81     |  |
|  | 2                | Meverin Parma     | 67                | 84               | 88               |  |  |                |                | Famila Schio | Famila Schio | Famila Schio | 69 | 69 | 76           | 65           |              |        |        |        |        |  |
|  | 7                | Trogylos Priolo   | 69                | 59               | 53               |  |  | Meverin Parma  | Meverin Parma  | 85           | 87           | 72           |    |    |              |              |              |        |        |        |        |  |
|  | 3                | Famila Schio      | Famila Schio      | 72               | 74               |  |  | Famila Schio   | Famila Schio   | 88           | 79           | 81           |    |    |              |              |              |        |        |        |        |  |
|  | 6                | Cus Chieti        | Cus Chieti        | 67               | 68               |  |  |                |                |              |              |              |    |    |              |              |              |        |        |        |        |  |

### Play-out
|  | Semifinali | Semifinali         | Semifinali   |              |                    | Finale             | Finale | Finale |  |
|  |            |                    |              |              |                    |                    |        |        |  |
|  | 10         | Risto 3 Rovereto   | 2            |              |                    |                    |        |        |  |
|  | 10         | Risto 3 Rovereto   | 2            |              |                    |                    |        |        |  |
|  | 12         | Garzanti Treviglio | 1            |              |                    |                    |        |        |  |
|  | 12         | Garzanti Treviglio | 1            |              | Garzanti Treviglio | Garzanti Treviglio | 1      |        |  |
|  |            |                    |              |              | Garzanti Treviglio | Garzanti Treviglio | 1      |        |  |
|  |            |                    | Osra Venezia | Osra Venezia | 2                  |                    |        |        |  |
|  | 11         | Rescifina Messina  | Osra Venezia | Osra Venezia | 2                  | 2                  |        |        |  |
|  | 11         | Rescifina Messina  |              |              |                    |                    |        |        |  |
|  | 13         | Osra Venezia       | 1            |              |                    |                    |        |        |  |

### Verdetti
- Ginnastica Pool Comense campione d'Italia 2001-2002
Formazione: Federica Acerbis, Mery Andrade, Viviana Ballabio, Claudia Bussola, Allyson Caggio, Mariangela Cirone, Laura Macchi, Raffaella Masciadri, Chasity Melvin, Elena Paparazzo, Renata Salvestrini, Jurgita Štreimikytė, Francesca Zara. Allenatore: Fabio Fossati.
- Garzanti Treviglio e Libertas Termini Imerese retrocedono in Serie A2.
- Rinuncia alla Serie A1:  Rescifina Messina.